# Cloudraker Mountain
Der Cloudraker Mountain ist ein 2385 m hoher vergletscherter Berg mit einer Schartenhöhe von 674 m im Südwesten der kanadischen Provinz British Columbia, im Fraser Valley Regional District.

## Geographie
Der Cloudraker Mountain liegt in den Lillooet Ranges der Coast Mountains, 37 km südöstlich von Pemberton und 37 km östlich von Whistler. Die Abflüsse der Niederschläge und das Gletscherschmelzwasser fließen in Zuflüsse des Lillooet River. Der Cloudraker Mountain ist eher für den steilen Anstieg aus dem lokalen Terrain als für seine absolute Höhe bemerkenswert. Das Relief ist so gestaltet, dass der Gipfel 935 m über den Tao Lake in weniger als zwei Kilometern Entfernung aufragt und 2185 m über den Lillooet Lake in sieben Kilometern Entfernung. Der nächsthöhere Berg ist der Skihist Mountain.
| Salamander Mountain | Tao Lake     | Hanging Mist Peak |
| Salamander Lake     |              |                   |
| Lillooet River      | Rogers Creek | Rogers Creek      |

## Geschichte
Das Toponym wurde am 31. März 1969 vom Geographical Names Board of Canada offiziell anerkannt. Der Name des Berges wurde von dem Bergsteiger Christian Adam vorgeschlagen, dessen Seilschaft die Erstbesteigung am 1. August 1967 ausführte. Er schrieb, der Doppelgipfel des Berges rage aus seinem Gletscher hervor und reiche bis in die Wolken.

## Klima
In Bezug auf die Klimaklassifikation nach Köppen und Geiger herrscht am Cloudraker Mountain ein Westseiten-Seeklima. Die meisten Wetterfronten stammen vom Pazifik und bewegen sich ostwärts auf die Coast Mountains zu, wo sie durch die Berge zum  Aufsteigen (Windstau) gezwungen werden, was wiederum dazu führt, dass die enthaltene Feuchtigkeit in Form von Regen oder Schnee abgegeben wird. Im Ergebnis führt das zu hohen Niederschlägen in den Coast Mountains, insbesondere zu starken Schneefällen im Winter. Die Temperaturen können unter −20 °C fallen, unter Berücksichtigung von Windchill-Einfluss unter −30 °C. Dieses Klima nährt einen namenlosen Gletscher am Nordhang des Berges. Die Monate Juli bis September bieten die besten Wetterbedingungen für einen Aufstieg.